# Ambrolauri
Ambrolauri (in georgiano ამბროლაური?) è una città della Georgia, centro amministrativo dell'omonima municipalità e capoluogo della regione di Rach'a-Lechkhumi e Kvemo Svaneti. Si trova a 160 chilometri di distanza dalla capitale Tbilisi. Nel censimento del 2014 la sua popolazione contava 2 047 abitanti.

## Storia
Ambrolauri è nota dal XVII secolo, epoca in cui funse da residenza dei sovrani del Regno di Imereti. Del complesso architettonico reale rimangono solo le rovine di una chiesa ed una torre. Nel 1769 il re Salomone I donò il territorio al principe Zurab Machabeli, il quale eresse una nuova torre, attualmente nota come "Torre di Machabeli". Nel 1810 la città fu inglobata nell'Impero russo, al pari del resto della Georgia. Fece parte del governatorato di Kutaisi fino al 1917. Ambrolauri ottenne ufficialmente lo status di città nel 1966. Venne danneggiata dal terremoto di Rach'a del 1991.

## Società

### Evoluzione demografica
| Anno | Popolazione |
| ---- | ----------- |
| 1959 | 3.043       |
| 1970 | 2.317       |
| 1979 | 2.639       |
| 1989 | 2.933       |
| 2002 | 2.531       |
| 2009 | 2.400       |
| 2014 | 2.047       |

## Cultura
Oltre alle rovine del complesso architettonico reale del XVII secolo, la città ospita un museo di belle arti ed un teatro.

## Economia
Ambrolauri ospita aziende del settore alimentare (vino, succhi di frutta, conserve alimentari).